# Long terminal repeat

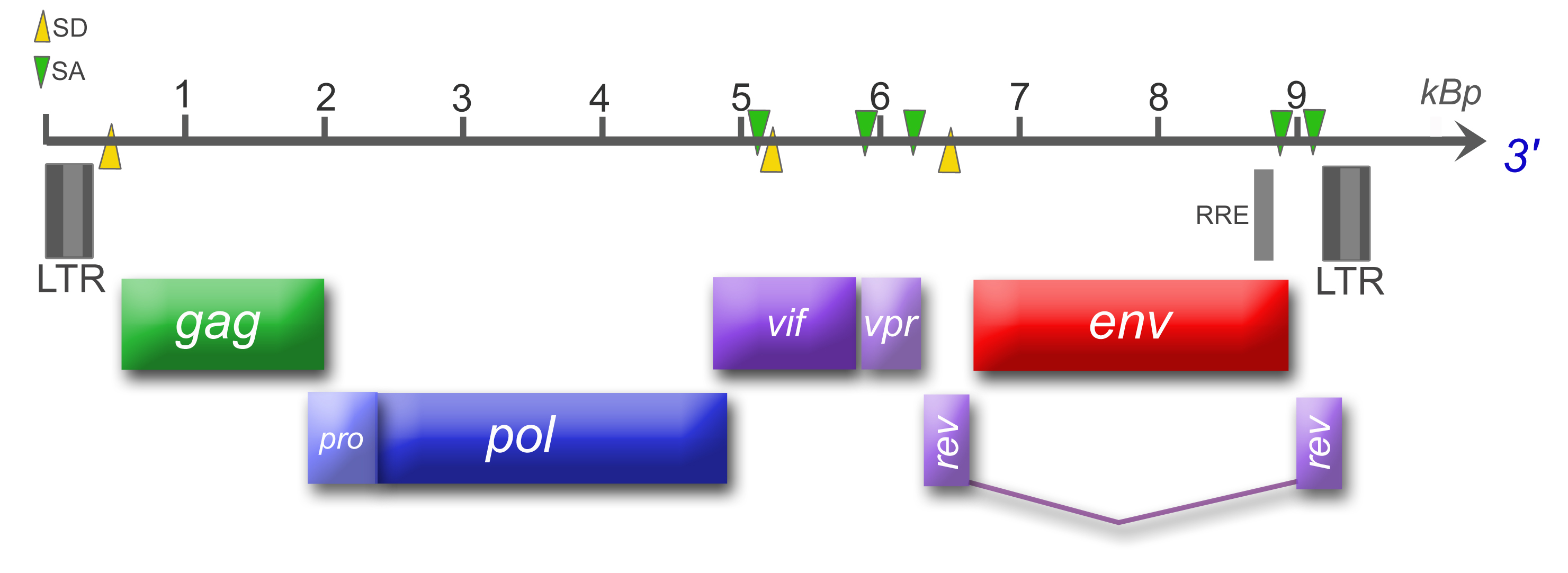
Organização do genoma de um vírus da imunodeficiência felina (Retroviridae). Note a presença das LTRs que falqueiam os genes virais.

Long Terminal Repeats (LTR), "repetição terminal longa", são grandes sequências repetitivas de nucleotídeos que medem centenas ou milhares de bases. As LTRs são encontradas nas extremidades de uma molécula de ácido nucléico, flanqueando genes funcionais, como em DNA retroviral e em retrotransposons. Elas são usadas pelos vírus ssRNA-RT para inserir as sequências gênicas virais dentro do genoma de seus hospedeiros.